# Ana Filipa Martins
 (mai 2019).
Si vous disposez d'ouvrages ou d'articles de référence ou si vous connaissez des sites web de qualité traitant du thème abordé ici, merci de compléter l'article en donnant les références utiles à sa vérifiabilité et en les liant à la section « Notes et références ».
Ana Filipa da Silva Martins (née le 9 janvier 1996 à Porto) est une gymnaste artistique portugaise.

## Carrière
Elle est médaillée de bronze à la poutre à l'Universiade d'été de 2015 et aux barres asymétriques aux Jeux méditerranéens de 2022.